# Hóspedes do Hospício
Hóspedes do Hospício (também chamado de HDH) é um programa de televisão humorístico brasileiro atualmente exibido pela Rede Brasil de Televisão. O programa estreou na emissora no dia primeiro de Março de 2020, apresentado pelo ex-diretor do extinto programa Pânico na Band, Marcelo Nascimento.
O programa vai ao ar nos domingos as 20:30 até 23:30, com reprise nas quartas-feiras.
A programação apresenta diversos quadros ligados ao humor com sátiras e edições de vídeos da internet semelhante às do programa  Pânico.
Dentre os quadros está a sátira do blogueiro e jornalista Leo Dias, chamado "Leo PicarDias". Em reação para uma coluna da UOL, o jornalista disse:
"Eu acho o máximo qualquer tipo de sátira. Não da pra gente se levar a sério."
A atração ainda conta com conteúdos externos de canais do YouTube, como a Igreja Evangélica Pica das Galáxias (IEPG), comandada pelo Apóstolo Arnaldo.